# Lonckes molen
Lonckes molen is een windmolenrestant in de West-Vlaamse stad Tielt, gelegen aan de Deken Darraslaan 83.
Deze ronde stenen molen van het type stellingmolen fungeerde als korenmolen en voordien ook als schorsmolen.

## Geschiedenis
Deze molen werd gebouwd in 1848 door een leerlooier, reden waarom de molen ook als schorsmolen werd benut. Molenaar Victor Loncke verongelukte hier in 1924 doordat een molensteen op zijn hoofd viel. In 1932 stopte het windbedrijf. Toen werd gelijkvloers een motormaalderij ingericht. Omstreeks 1955 werd de romp tot op stellinghoogte afgebroken. Latere eigenaars hebben de overgebleven romp gerestaureerd.
- Inventaris van het Bouwkundig Erfgoed (Vlaanderen): 86573